# Myospila flavibasis
Myospila flavibasis este o specie de muște din genul Myospila, familia Muscidae. A fost descrisă pentru prima dată de Malloch în anul 1925.
Este endemică în Taiwan. Conform Catalogue of Life specia Myospila flavibasis nu are subspecii cunoscute.